# Neesenbeckia
Neesenbeckia Levyns é um género botânico pertencente à família Cyperaceae.
O gênero é constituido por uma única espécie:

## Espécie
- Neesenbeckia sanguinea